# Heiligenkreuzerhof (Wien)

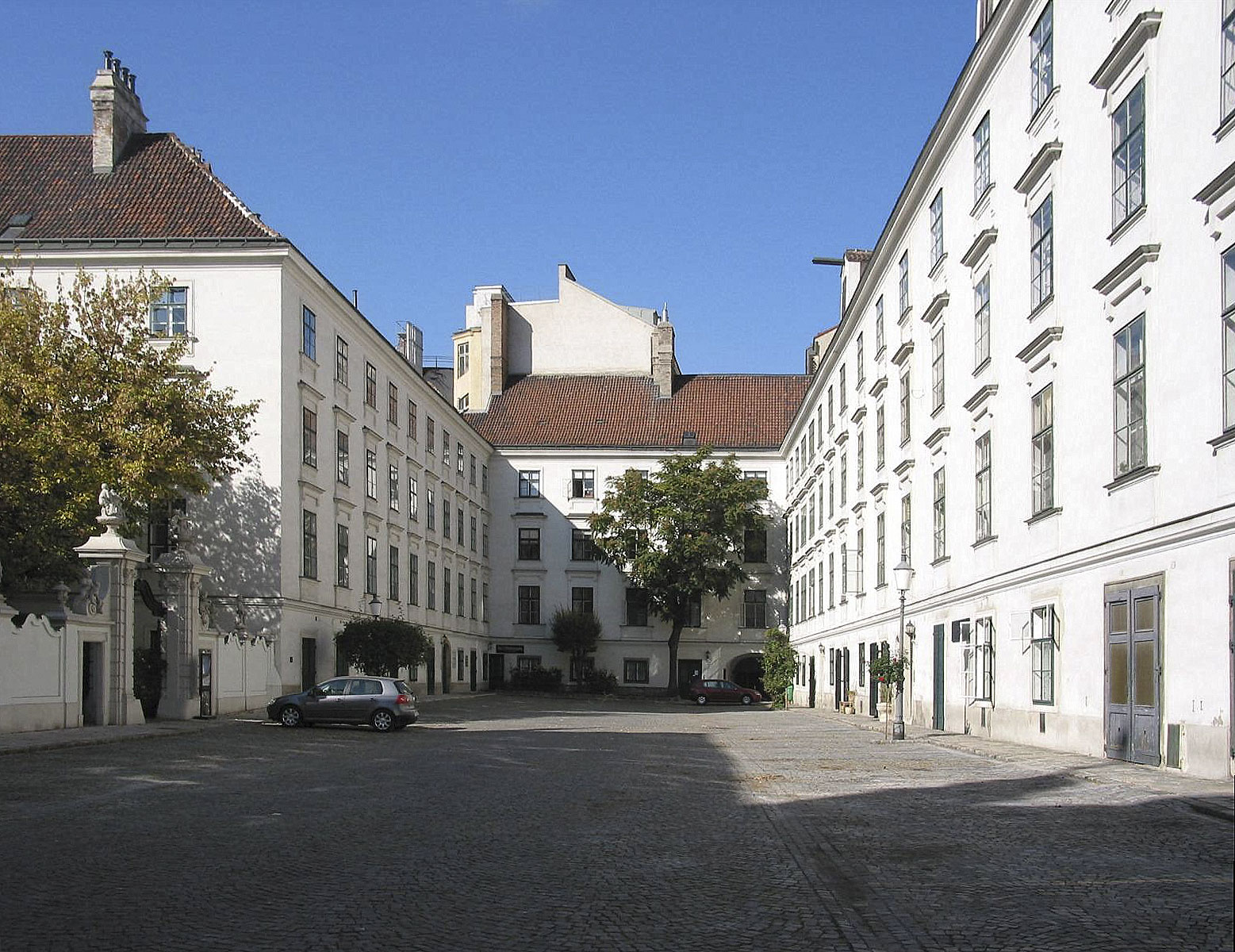
Heiligenkreuzerhof

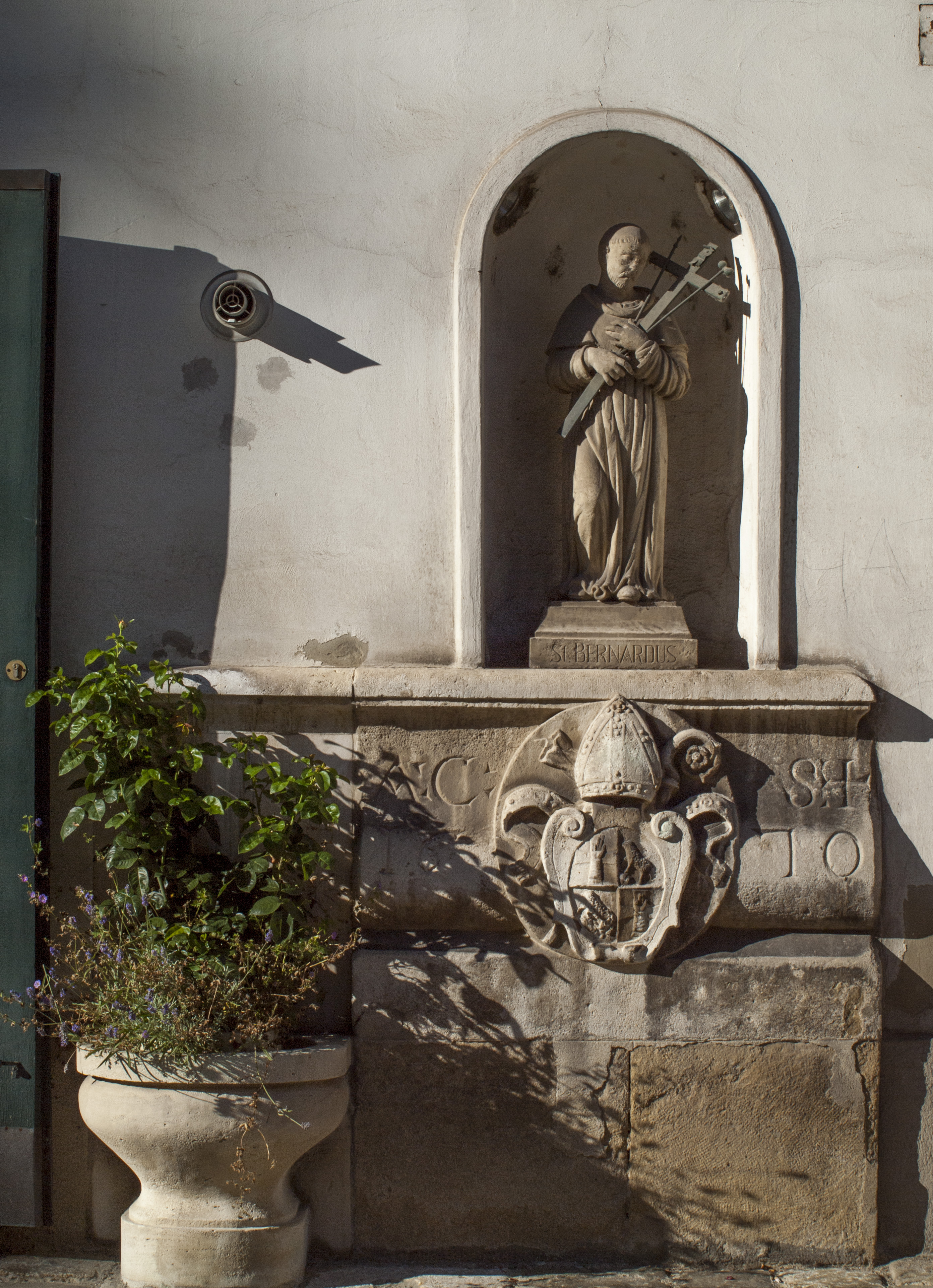
Bernardus-Statue im Hof

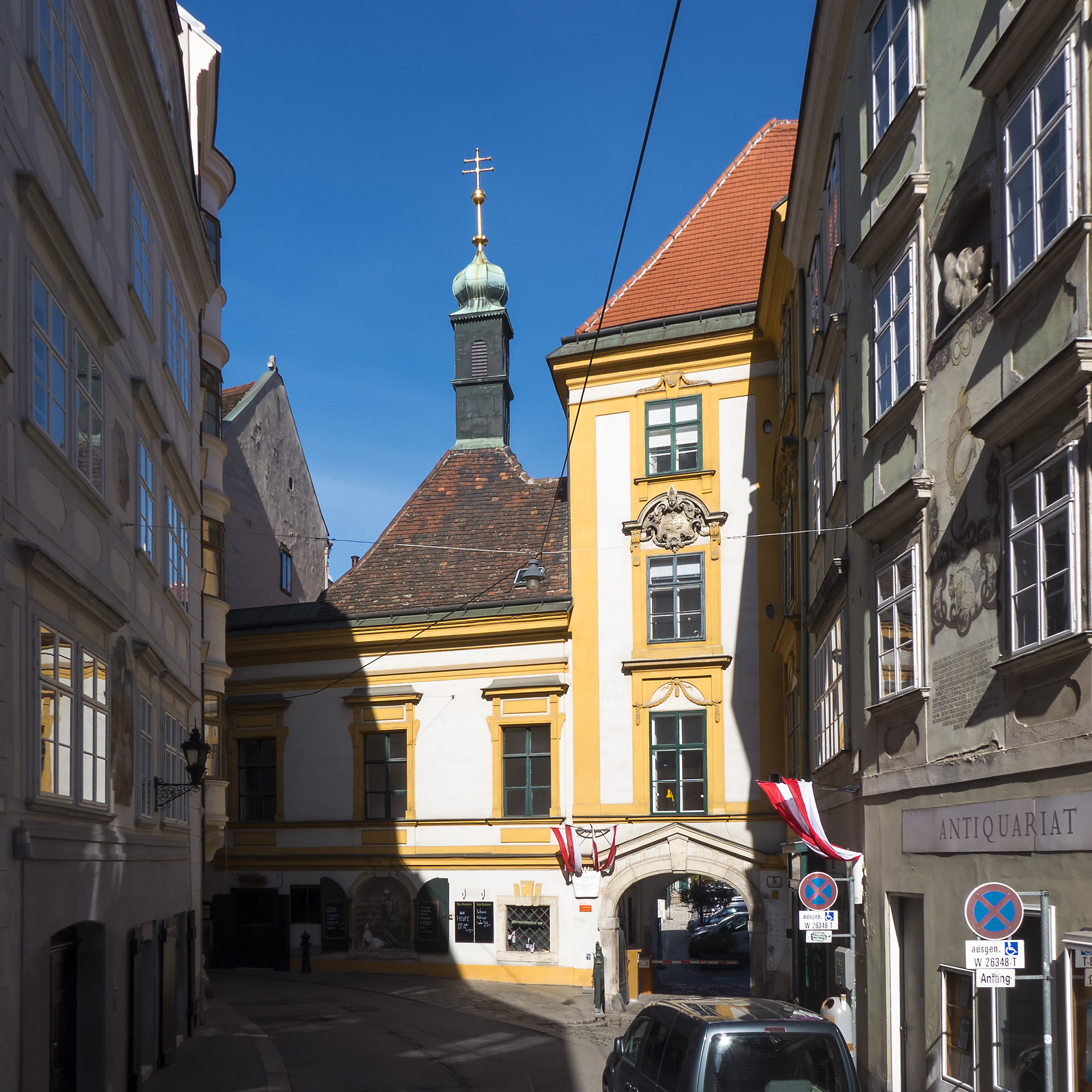
Bernardikapelle, Schönlaterngasse

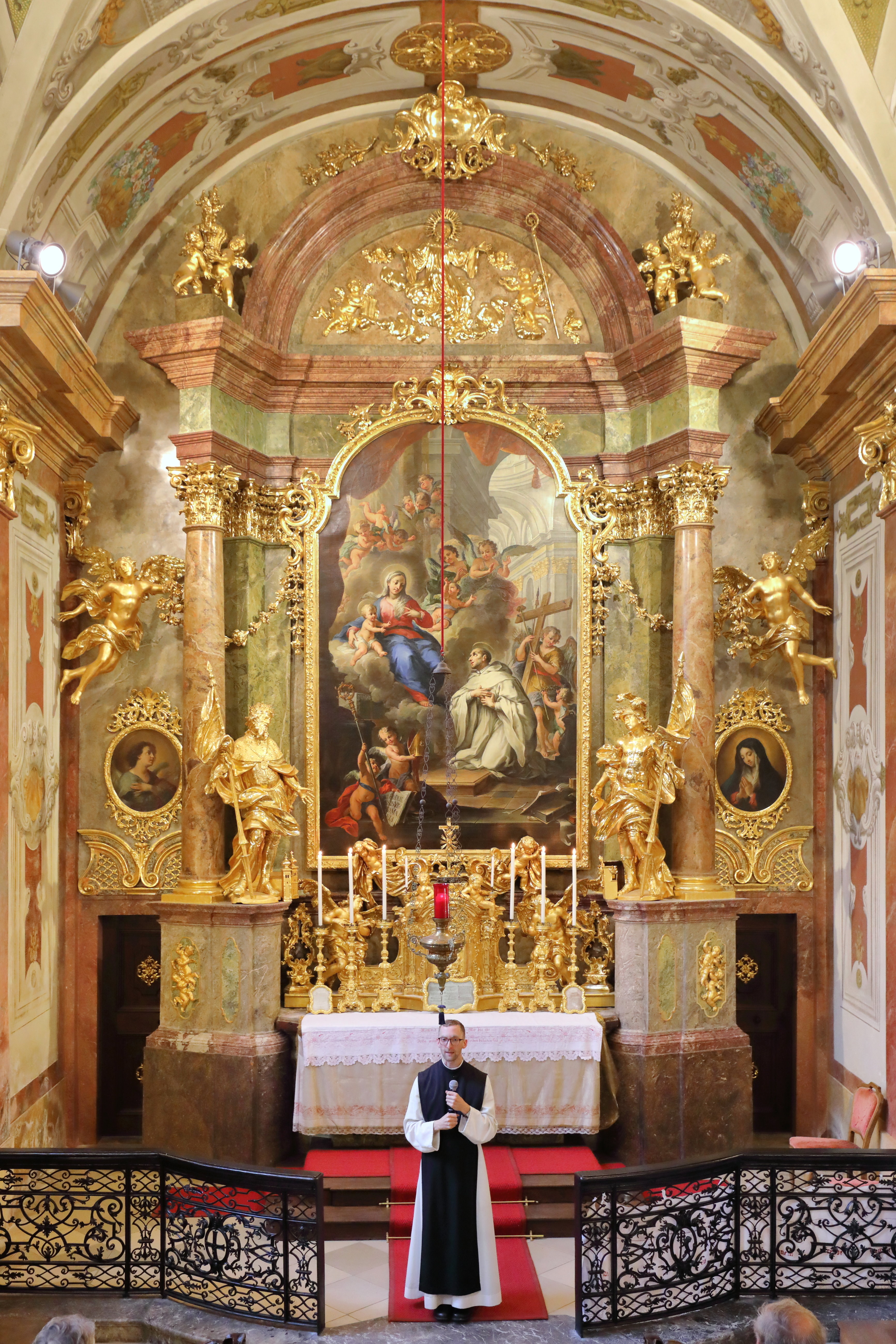
Hochaltar der Bernardikapelle mit einem Altarbild von Martino Altomonte

Der Heiligenkreuzerhof (selten Heiligenkreuzer Hof) ist ein Hofensemble in der Wiener Innenstadt. Er liegt zwischen Schönlaterngasse und  Grashofgasse und ist heute von einem Komplex aus Stiftshof, Prälatur, Kapelle und Zinshaus umgeben. Die beiden Eingänge am jeweils anderen Ende des Gebäudekomplexes machen ihn zu einem Durchhaus.

## Geschichte
Der Heiligenkreuzerhof wird vielfach als das älteste Zinshaus Wiens bezeichnet. Er wurde im 12./13. Jahrhundert errichtet und gehört seit dieser Zeit dem Zisterzienserstift Heiligenkreuz. Aus dieser Zeit stammen noch die mittelalterlichen Kellergewölbe. 1587 erfolgten Steinmetzarbeiten durch italienische Meister, die Brüder Elias- und Alexius Payos aus den stiftseigenen Brüchen zu Kaisersteinbruch.
Ein Großteil des Hofs, die Kapelle und der Prälatenhof wurden jedoch im Barock demoliert und im Auftrag der Äbte des Klosters Heiligenkreuz von 1659 bis 1676 neu errichtet. Sein heutiges Aussehen erhielt der Hof erst nach weiteren Umbauten 1769–1771, aus dieser Zeit stammen auch die Fassaden.
In den letzten Jahrzehnten wurden im Heiligenkreuzer Hof diverse Räume als private Wohnungen vermietet. Eine solche Wohnung bewohnte 1975–1986 Helmut Qualtinger; seine Witwe Vera Borek-Qualtinger und der Thomas-Sessler-Verlag ließen im Hof eine Gedenktafel für den Künstler anbringen.

## Bernardikapelle
Die Bernardikapelle liegt neben der Prälatur direkt an der Schönlaterngasse. Sie wurde im Jahre 1679 von Bischof Felix Breuner geweiht und ist vor allem ob ihrer hochbarocken Ausstattung bekannt. Diese stammt von Martino Altomonte, der selbst bis zu seinem Tode im Heiligenkreuzerhof lebte, und von Giovanni Giuliani, dem Lehrer Georg Raphael Donners. In den Jahren 2001 bis 2003 wurde die Kapelle um etwa 460.000 Euro aufwendig renoviert. Heute wird sie gerne für Hochzeiten benutzt.

## Historische Ansichten

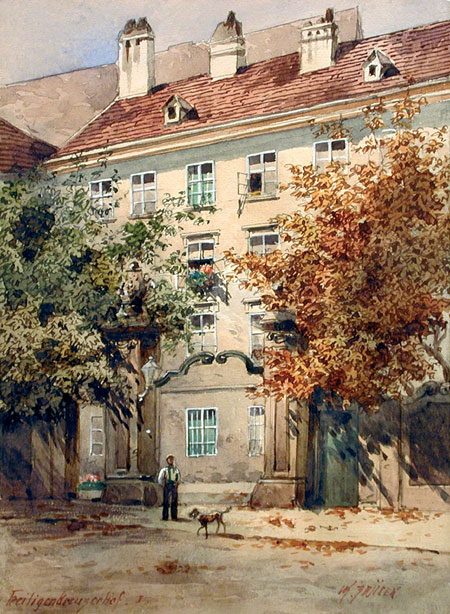
Der Heiligenkreuzerhof um 1900 (Carl Wenzel Zajicek)
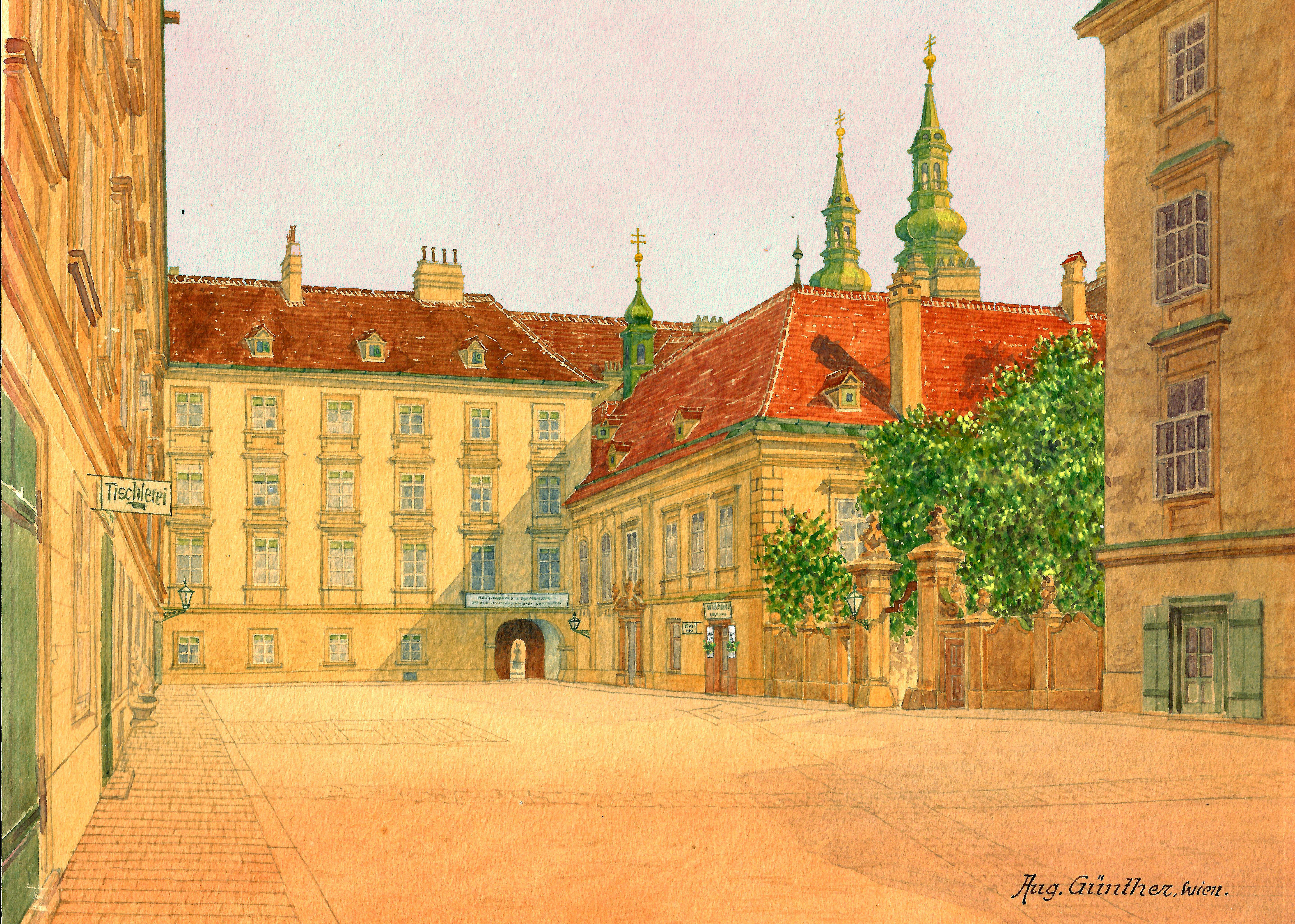
Bernardikapelle um 1900 (August Günther)